# Camillo Bertarelli
Pour les articles homonymes, voir Bertarelli.
Camillo Bertarelli (né le 10 mars 1886 à Capaccio-Paestum et mort le 27 novembre 1982 à Milan) est un ancien coureur cycliste italien. 

## Biographie
En 1913, il termine huitième du Tour de France et premier coureur classé dans la catégorie des « isolés ». 

## Palmarès
- 1909
  - 2e de Turin-Bordighera
  - 3e de la Coppa d'Inverno
- 1911
  - 2e du Tour d'Ombrie
  - 2e du Tour de Lombardie amateurs
- 1912
  - 10e du Tour de Lombardie
- 1913
  - 7e de Milan-San Remo
  - 8e du Tour de France
- 1914
  - 4e du Tour de Lombardie
- 1915
  - 5e du Tour de Lombardie
- 1916
  - 2e du Tour de Lombardie
  - 3e de Milan-Varèse
- 1917
  - 4e de Milan-San Remo
- 1920
  - 3e des Trois vallées varésines

## Résultats sur les grands tours

### Tour de France
2 participations
- 1913 : 8e
- 1914 : 37e

### Tour d'Italie
1 participation
- 1913 : 14e